# Lolita Astolfi
Dolores "Lolita" Astolfi García (Sevilla, 1904-San Sebastián, 1938) fue una bailarina española de la primera mitad del siglo XX.

## Biografía

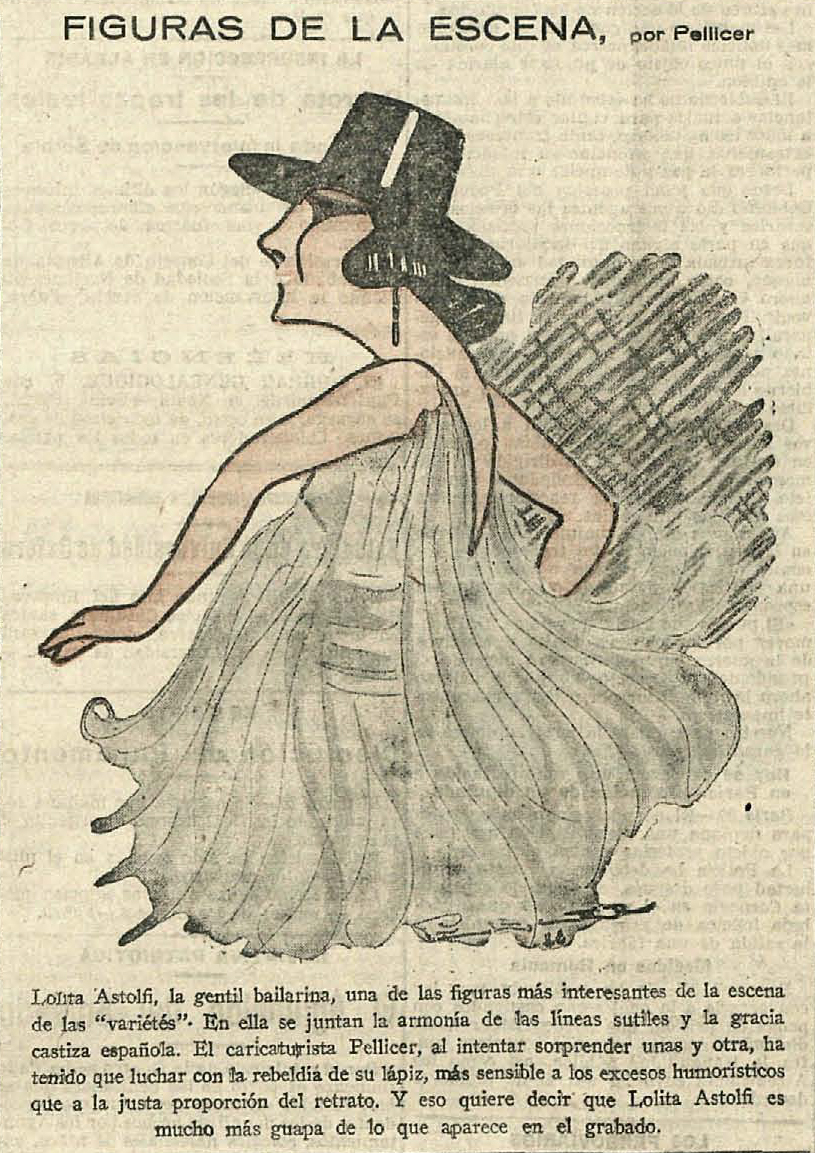
Caricaturizada por Pellicer en El Imparcial (1924)

Nació en 1904 en Sevilla y era sobrina de Teresita España. Astolfi trabajó en locales como el teatro de la Comedia de Madrid. De ella decía el crítico José Díaz de Quijano «fina y a la vez rotunda de ademán, su arte está ungido de andalucismo auténtico». Falleció el 31 de diciembre de 1938 en San Sebastián.
Fue retratada en el cuadro Cante hondo (1929) por el pintor cordobés Julio Romero de Torres, fallecido al año siguiente. La artista, de pequeña estatura y de piel y cabello negros, sostiene ante sí una guitarra española.